# Любка (рослина)

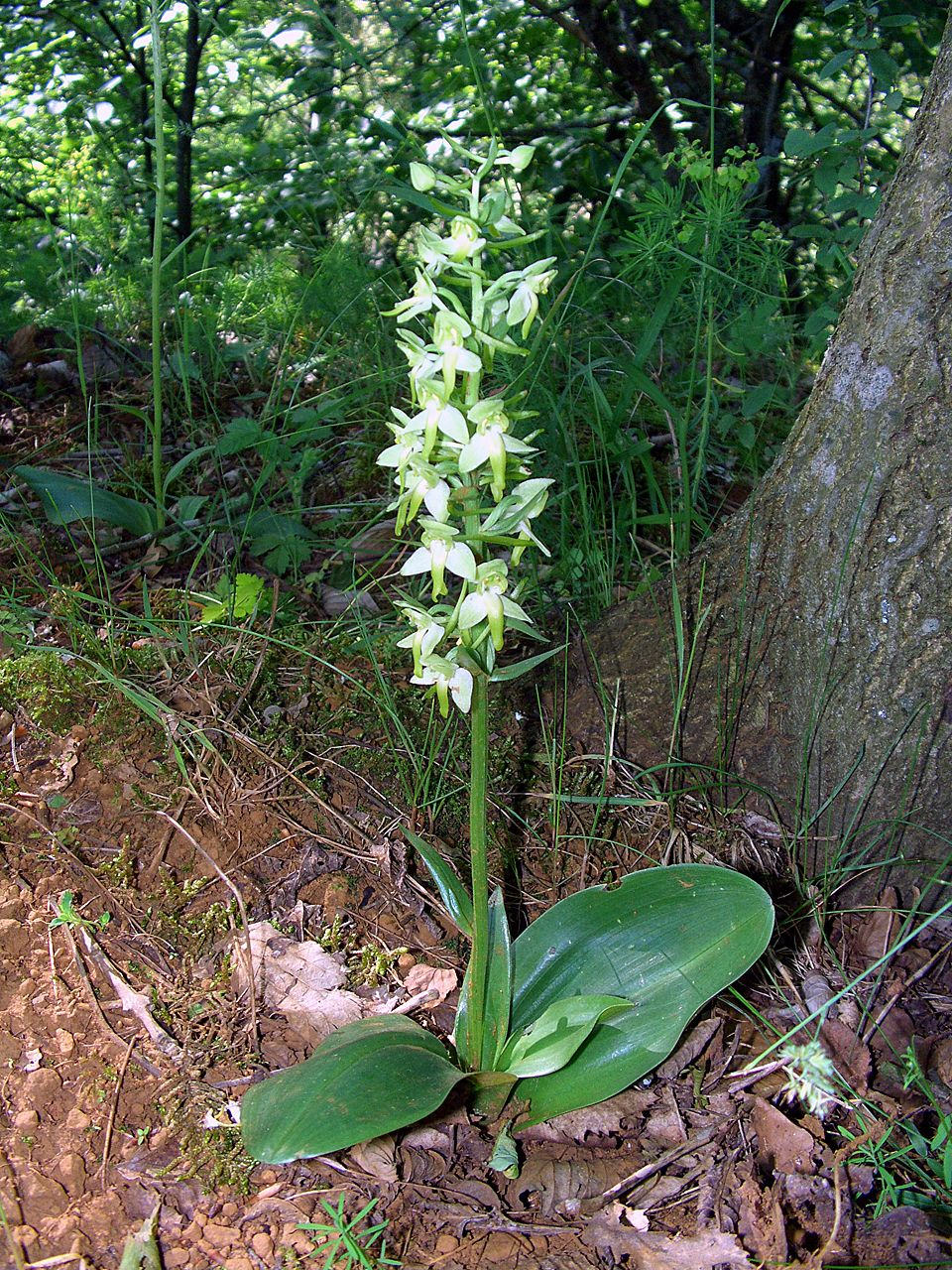
Любка зеленоцвітна

Любка (Platanthéra) — рід багаторічних трав'янистих рослин родини орхідних.
Скорочення родової назви у спеціальній літературі — P..
У світовій флорі близько 120-150 видів.

## Синоніми
| - Lysias Salisb., 1812 - Sieberia Spreng., 1817 - Mecosa Blume, 1825 - Diplanthera Raf., 1833 - Tulotis Raf., 1833 - Perularia Lindl., 1835 - Blephariglottis Raf., 1837 - Conopsidium Wallr., 1840 | - Limnorchis Rydb., 1900 - Lysiella Rydb., 1900 - Galeorchis Rydb., 1901 - Gymnadeniopsis Rydb., 1901 - Pseudodiphryllum Nevski, 1935 - Amerorchis Hultén, 1968 - Fimbriella Farw. ex Butzin, 1981 - ×Platanthopsis P.M.Br., 2002 |

## Історія опису
Рід Любка був описаний французьким ботаніком Луї Рішаром у 1817 році. Рішар відніс до роду Любка тільки один вид, любку дволисту (Platanthera bifolia), виділивши його зі збірного роду Ятришник (Orchis).
Після опису роду нове родове назва — Platanthera — далеко не відразу стали вживати в ботанічній літературі. Фактично рід Любка отримує визнання лише після робіт Людвіга Райхенбаха і орхідолога Джона Ліндлі.
Багато видів любки і близьких родів були спочатку описані в складі роду Поводник (Habenaria). Остаточне визнання у світовій літературі рід Любка одержує лише на початку XX століття, коли його відокремлюють від схожого з ним роду Поводник.
На початку XXI століття рід продовжує поповнюватися новими видами. У 2006 році було опубліковано опис нового виду Platanthera tescamnis з Північної Америки; в 2007 році російськими ботаніками Л. Авер'яновим та П. Єфімовим описаний новий вид Platanthera epiphytica з В'єтнаму.
Незважаючи на певні досягнення у вивченні роду, Любка все ще залишається однією з маловивчених.

## Назва
Латинська наукова назва роду походить від грец. πλατύς (platys) — широкий і ανθήρ (anther) — пиляк. Рішар, описуючи рід і привласнюючи йому ім'я, мав на увазі під Platanthera рослину (орхідею) з широким пиляком.:652
Українська назва роду, «любка», пов'язане з давніми переказами про те, що бульби цієї рослини (перш за все малася на увазі широко поширена любка дволиста) володіють магічними властивостями, будучи любовним або приворотним зіллям.

## Поширення
Представники роду Любка поширені в Північній Америці, Євразії, на Азорських островах, в Північній Африці і Японії.
Передбачається, що виникнення роду відбулося в Північній Америці в першій половині третинного періоду. Ймовірно, представники роду Любка заселили Азію у другій половині третинного періоду, проникнувши в неї з Північної Америки через Берингію. Первинні види роду, проникнувши в Азію, сформували вторинні осередки різноманіття, з яких зараз існують два — притихоокеанско-східноазійський і східногімалайсько-сікано-юньнаньський.
З вторинного центру різноманітності роду в Східній Азії розселення видів роду, що супроводжувалося видообразованием, відбувалося у всіх доступних напрямках. «Дволисті любки» заселили майже всю Європу, Середземномор'я і Кавказ. Ймовірно, вони прийшли в Європу з мезофільною широколистяною листопадною флорою в міоцені або пліоцені.

## Морфологічний опис

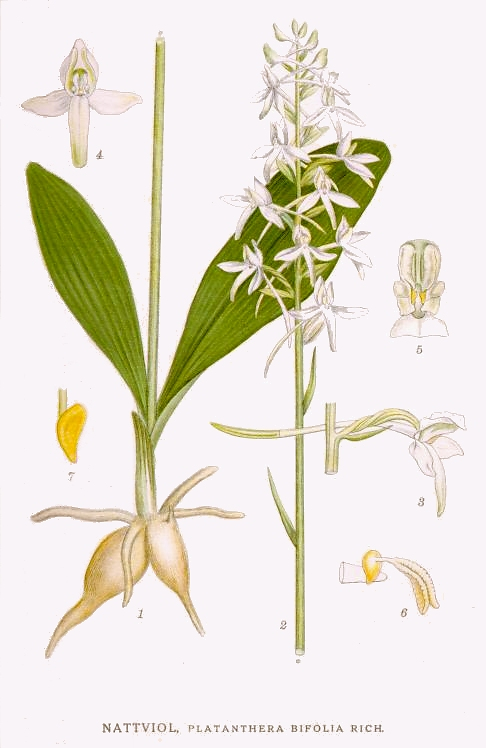
Любка дволиста..

Любки — симподіальні рослини дрібних і середніх розмірів.
Пагін надземний (від 2 до 165 см) і підземний — більш або менш потовщений стеблекорневий тубероїд. З верхівкової бруньки тубероїда розвивається надземний пагін, що несе більш або менш видозмінені листя і суцвіття. Брунька, що знаходиться під землею в пазусі лускоподібних листків, утворює 1-3 дочірніх тубероїда, а в міжвузлях між цим лусковидним листям закладаються придаткові коріння.
У деяких тропічних видів роду Любка (Platanthera epiphytica, Platanthera angustata, Platanthera papuana, Platanthera arfakensis) надземна частина представлена двома пагонами, що знаходяться на різних стадіях свого розвитку. На перший рік пагін утворює розетку з декількох прикореневих листків, а на наступний рік — квітконіс. До цього часу вже сформований молодий вегетативний пагін.
Плід — суха коробочка, що вскривається при дозріванні шістьма щілинами. Насіння дуже дрібні, 200—700 мкм завдовжки. Насіння має одношарову насінну шкірку з мертвих клітин, яка оточує недиференційований зародок. Ендосперм відсутній.
Найбільш характерно диплоїдне число хромосом 2n = 42. Зустрічаються поліплоїдні види, зокрема, триплоїди (Platanthera obtusata), тетраплоїди (Platanthera minutiflora) і гексаплоїди (Platanthera oligantha). Для окремих видів повідомлялося про випадки анеуплоїдних змін каріотипу (2n = 16, 40, 32, 80).

## Систематика
У всіх сучасних роботах, включаючи молекулярно-філогенетичні дослідження, рід Любка відносять до підродини Orchidoideae, що визначається досить близьким спорідненням Любки і типового роду сімейства, Ятришник (Orchis). Питання про віднесення роду до якої-небудь з підтриб вирішується різними авторами по-різному.

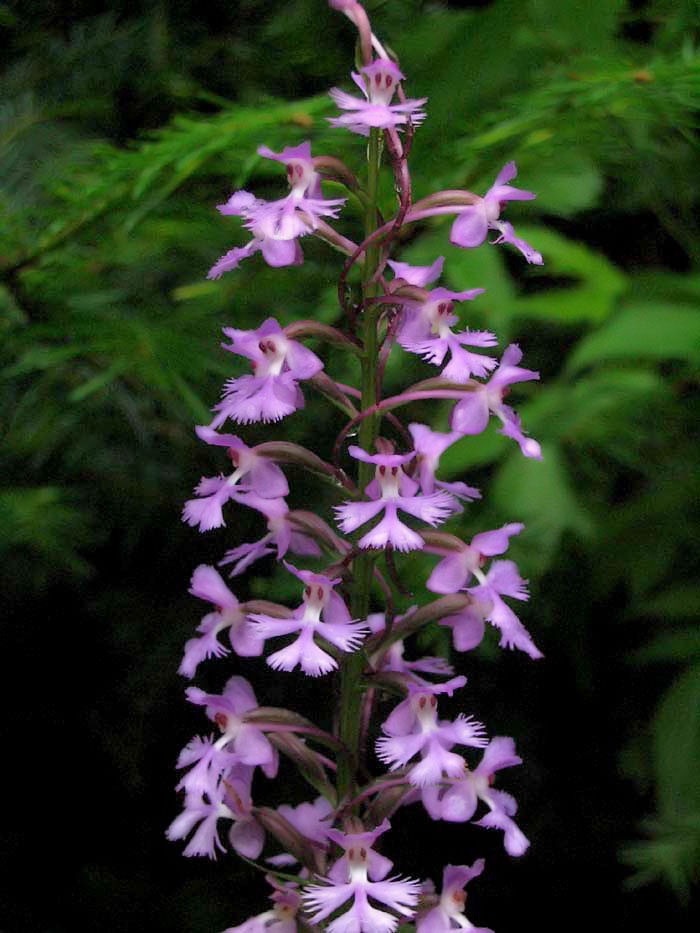
Platanthera grandiflora

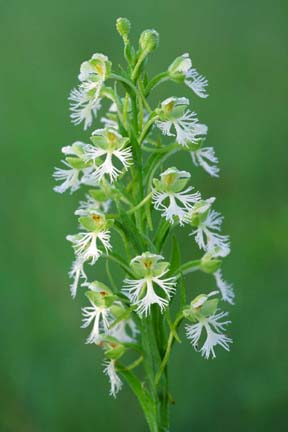
Platanthera leucophaea

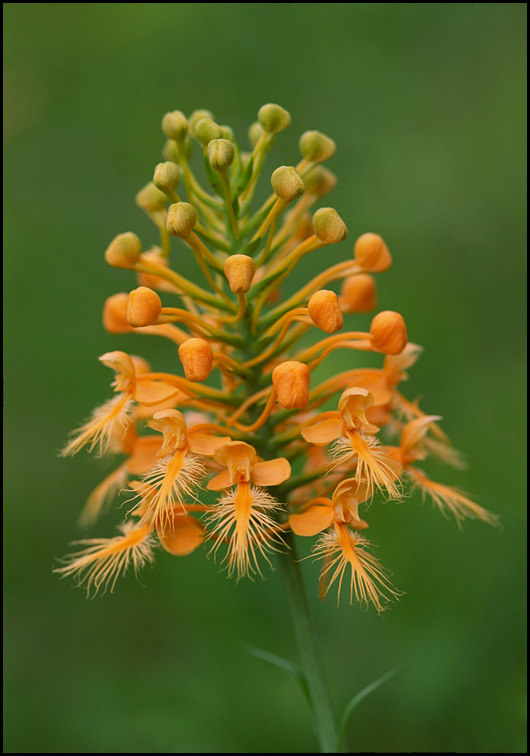
Platanthera ciliaris

## Види
- Platanthera albomarginata
- Platanthera algeriensis
- Platanthera alpinipaludosa
- Platanthera amabilis
- Platanthera andrewsii
- Platanthera angustata
- Platanthera angustilabris
- Platanthera apalachicola
- Platanthera aquilonis
- Platanthera arcuata
- Platanthera arfakensis
- Platanthera bakeriana
- Platanthera beckneri
- Platanthera bhutanica
- Platanthera bicolor
- Platanthera biermanniana
- Platanthera bifolia
- Platanthera blephariglottis
- Platanthera blumei
- Platanthera boninensis
- Platanthera borneensis
- Platanthera brevicalcarata
- Platanthera brevifolia
- Platanthera calderoniae
- Platanthera canbyi
- Platanthera channellii
- Platanthera chapmanii
- Platanthera chiloglossa
- Platanthera chlorantha
- Platanthera chorisiana
- Platanthera ciliaris
- Platanthera clavellata
- Platanthera clavigera
- Platanthera colemanii
- Platanthera contigua
- Platanthera convallariifolia
- Platanthera cooperi
- Platanthera correllii
- Platanthera crassinervia
- Platanthera cristata
- Platanthera cumminsiana
- Platanthera curvata
- Platanthera damingshanica
- Platanthera deflexilabella
- Platanthera densa
- Platanthera devolii
- Platanthera dilatata
- Platanthera dyeriana
- Platanthera edgeworthii
- Platanthera elegans
- Platanthera elliptica
- Platanthera elongata
- Platanthera enigma
- Platanthera ephemerantha
- Platanthera epiphytica
- Platanthera exelliana
- Platanthera finetiana
- Platanthera flava
- Platanthera florentia
- Platanthera fuscescens
- Platanthera gibbsiae
- Platanthera grandiflora
- Platanthera griffithii
- Platanthera handel-mazzettii
- Platanthera herminioides
- Platanthera heyneana
- Platanthera hollandiae
- Platanthera holmboei
- Platanthera hologlottis
- Platanthera hookeri
- Platanthera huronensis
- Platanthera hybrida
- Platanthera hyperborea
- Platanthera iinumae
- Platanthera inouei
- Platanthera integra
- Platanthera integrilabia
- Platanthera japonica
- Platanthera kinabaluensis
- Platanthera komarovii
- Platanthera kwangsiensis
- Platanthera lacera
- Platanthera lancilabris
- Platanthera latilabris
- Platanthera leptocaulon
- Platanthera leptopetala
- Platanthera leucophaea
- Platanthera likiangensis
- Platanthera limosa
- Platanthera longibracteata
- Platanthera longicalcarata
- Platanthera longifolia
- Platanthera longiglandula
- Platanthera lueri
- Platanthera mandarinorum
- Platanthera maximowicziana
- Platanthera michaelii
- Platanthera micrantha
- Platanthera minor
- Platanthera minutiflora
- Platanthera mixta
- Platanthera neottianthoides
- Platanthera nivea
- Platanthera nubigena
- Platanthera obtusata
- Platanthera okubo-hachijoensis
- Platanthera okuboi
- Platanthera ophiocephala
- Platanthera ophrydioides
- Platanthera ophryotipuloides
- Platanthera orbiculata
- Platanthera oreophila
- Platanthera osceola
- Platanthera pachycaulon
- Platanthera pallida
- Platanthera papuana
- Platanthera peichatieniana
- Platanthera peramoena
- Platanthera praeclara
- Platanthera psycodes
- Platanthera purpurascens
- Platanthera replicata
- Platanthera reznicekii
- Platanthera robinsonii
- Platanthera roseotincta
- Platanthera sachalinensis
- Platanthera saprophytica
- Platanthera shriveri
- Platanthera sikkimensis
- Platanthera singgalangensis
- Platanthera sinica
- Platanthera sonoharae
- Platanthera sparsiflora
- Platanthera stapfii
- Platanthera stenantha
- Platanthera stenoglossa
- Platanthera stenophylla
- Platanthera stricta
- Platanthera taiwanensis
- Platanthera takedae
- Platanthera tescamnis
- Platanthera tipuloides
- Platanthera transversa
- Platanthera unalascensis
- Platanthera undulata
- Platanthera uniformis
- Platanthera urceolata
- Platanthera ussuriensis
- Platanthera vossii
- Platanthera yadonii
- Platanthera yakumontana
- Platanthera yangmeiensis
- Platanthera yosemitensis
- Platanthera zothecina

## Гібридизація
Широко поширена внутрішньородова гібридизація.
Відомі також гібриди любки дволистої (Platanthera bifolia) і любки зеленоквіткової (Platanthera chlorantha) з деякими видами родів Плодоріжка (Anacamptis), Язичок зелений (Coeloglossum), Зозульки (Dactylorhiza), Билинець (Gymnadenia) і Ятришник (Orchis).
Список природних гібридів за даними Королівських ботанічних садів К'ю:
- Platanthera × andrewsii (M. White) Luer, 1975 (Platanthera lacera × Platanthera psycodes)
- Platanthera × apalachicola P. M. Br. & Stewart S. L., 2003 (Platanthera chapmanii × Platanthera cristata)
- Platanthera × beckneri P. M. Br., 2002 (Platanthera blephariglottis var. conspicua × Platanthera cristata)
- Platanthera × bicolor (Raf.) Luer, 1972 (Platanthera blephariglottis × Platanthera ciliaris)
- Platanthera × canbyi (Ames) Luer, 1972 (Platanthera blephariglottis × Platanthera cristata)
- Platanthera × channellii Folsom, 1984 (Platanthera ciliaris × Platanthera cristata)
- Platanthera × hollandiae Catling & Brownell, 1999 (Platanthera lacera × Platanthera leucophaea)
- Platanthera × hybrida Brügger, 1880 (Platanthera bifolia × Platanthera chlorantha)
- Platanthera × lueri P. M. Br., 2002 (Platanthera blephariglottis var. conspicua × Platanthera ciliaris)
- Platanthera × mixta Efimov, 2006 (Platanthera densa × Platanthera metabifolia)
- Platanthera × okubo-hachijoensis Inoue K., 1983 (Platanthera angustata × Platanthera okuboi)
- Platanthera × ophryotipuloides Inoue K., 1983 (Platanthera mandarinorum × Platanthera tipuloides)
- Platanthera × osceola P. M. Br. & Stewart S. L., 2003 (Platanthera chapmanii × Platanthera ciliaris)
- Platanthera × reznicekii Catling, 1999 (Platanthera leucophaea × Platanthera psycodes)
- Platanthera × vossii F. W. Case, 1983 (Platanthera blephariglottis × Platanthera clavellata)

## Охорона зникаючих видів
Всі види роду Platanthera входять у Додаток ІІ Конвенції CITES. Мета Конвенції полягає в тому, щоб гарантувати, що міжнародна торгівля дикими тваринами і рослинами не створює загрози їх виживанню.

## Значення і застосування
Любка має декоративне і лікарське значення. Висушені молоді кореневі бульби містять до 50 % слизу, крохмаль, білки, мають обволікаючу і антитоксичну дію.